# Pieter de Corte
Pieter de Corte of Petrus Curtius (Brugge, 1491 - 16 oktober 1567) was de eerste bisschop van Brugge van 1560 (benoeming) of 1562 (installatie) tot 1567.

## Levensloop
Hij was de zoon van Jan de Corte en Josine Bultinck en behoorde tot een voorname Brugse familie van schepenen en burgemeesters. Hij trok voor zijn middelbare studies naar de pedagogie De Lelie in Leuven en daarna naar de Artes-faculteit. In 1513 behaalde hij zijn diploma van magister. Hij bleef in 'De Lelie', als leraar van Latijn, retorica, dialectica en fysica. Tegelijkertijd studeerde hij zelf verder aan de faculteit theologie waar hij licentiaat werd. Tijdens die jaren had hij onder meer contacten met de humanisten Desiderius Erasmus, Dirk Martens, Juan Luis Vives, Jan Fevijn, Frans van Cranevelt en Gerardus Mercator. Joos de Damhouder was een van zijn studenten. In 1530 werd de Corte magister in de theologie.
Ondertussen was hij ook priester gewijd. Hij werd in 1529 hoofdpastoor van de Sint-Pieterskerk in Leuven en in 1530 werd hij kanunnik benoemd. Tegelijk werd hij gewoon hoogleraar theologie aan de universiteit. In 1530, 1538 en 1548 was hij gedurende een semester rector van de Alma Mater. Hij vervulde vervolgens verschillende officiële opdrachten voor keizer Karel V of voor de paus van Rome.

## Eerste bisschop van Brugge
In 1559 werd Pieter de Corte lid van de pauselijke commissie die de herindeling van de bisdommen diende voor te bereiden. In 1560 werd hij door koning Filips II van Spanje benoemd tot eerste bisschop van het nieuwe bisdom Brugge, en dit werd in 1561 bekrachtigd door paus Pius IV. In december 1561 volgde de bisschopswijding en op 8 februari 1562 nam hij tijdens een plechtigheid in de Sint-Donaaskathedraal officieel bezit van zijn bisdom. Hij was toen al de zeventig voorbij. Zijn bisschopsleuze luidde 'Festina lente' (Haast u langzaam). De Corte bereikte Brugge te paard. Ter hoogte van het Kartuizerklooster in Sint-Kruis werd hij door de burgerlijke en geestelijke overheid verwelkomd. Van daar reed hij naar het predikherenklooster in de Langestraat en hulde er zich in bisschoppelijk ornaat om processiegewijs zijn 'Blijde Intrede' tot aan de kathedraal te doen.

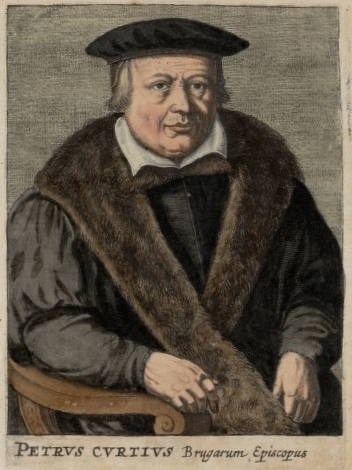
Bisschop Pieter de Corte (afbeelding uit Flandria illustrata, 1641)

Bij de aanvang van zijn korte bestuursperiode kwam hij meermaals in conflict met bisschop Karel van Croÿ van Doornik, van wie het bisdom Brugge was afgenomen en die het moeilijk had met het uit handen geven van bevoegdheden. Pieter de Corte was daarbij een hardnekkige verdediger van zijn bisdom. Hij onderhield wel goede relaties met het Hof, vooral met Margaretha van Parma. Met het stadsbestuur waren de betrekkingen niet altijd even goed. Verschillende twistpunten rezen tussen het burgerlijk en het geestelijk gezag. Ook met de kanunniken van het kapittel rezen soms conflicten.
De Corte moest op weinige jaren het nieuwe bisdom organiseren en dit in niet zo makkelijke tijden. De eerste ketterse bewegingen lieten van zich horen. Anderzijds was het Concilie van Trente beëindigd en moesten de conclusies ervan in de praktijk worden omgezet. Pieter de Corte was zich bewust van zijn verantwoordelijkheid om het bisschoppelijk gezag te doen aanvaarden in het nieuwe bisdom. Hij was een bekwaam man, geleerd, van onbesproken levenswandel, humanistisch beïnvloed en gewaardeerd aan het Hof.
De functies van proost van het Sint-Donaaskapittel en van erfelijk kanselier van Vlaanderen werden overgedragen op de eerste bisschop. Dit gebeurde niet zonder enige moeite, want de laatste proost, Claude II Carondelet, hield aan de functies vast en aan de bewoning van de proosdij. Het is pas na zijn dood in 1564 dat de titels (en de residentie) werkelijk op Pieter de Corte overgingen. De Corte werd in de reeks van proosten en kanseliers vermeld als de 39ste. Dit klopt ongeveer met de rij van de ambtsdragers die hem zijn voorafgegaan.
Na zijn dood moest het bisdom twee jaar op een opvolger wachten. Ondertussen werd de leiding waargenomen door drie kapittelvicarissen.
Het portret van Pieter de Corte door Pieter Pourbus wordt op het bisschoppelijk paleis in Brugge bewaard.

## Werk
- Commentarium in psalmis incipientes, enig werk van De Corte dat in handschrift is bewaard.